# Irene Crepaz

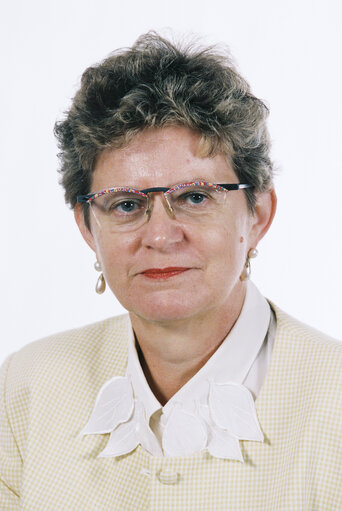
Irene Crepaz

Irene Crepaz (* 17. April 1945 in Zell am Ziller, Tirol) ist eine österreichische Politikerin (SPÖ).

## Leben
Nach dem Besuch der Pflichtschulen absolvierte Irene Crepaz eine Lehre zur Großhandelskauffrau.
Politisch trat sie ab 1985 in Erscheinung, als sie zur stellvertretenden Bezirksparteivorsitzenden ihrer Partei, der SPÖ, für den Bezirk Innsbruck gewählt wurde. Auch wurde sie im selben Jahr in den Landesparteivorstand der SPÖ Tirol gewählt.
Im Dezember 1986 wurde sie in Wien als Mitglied des Bundesrats vereidigt, dem sie danach knapp 15 Jahre, bis März 1999, angehören sollte. Zuletzt war sie von April 1998 bis zu ihrem Ausscheiden Schriftführerin der zweiten österreichischen Parlamentskammer.
Doch auch auf europäischer Ebene trat Crepaz in Erscheinung, als sie im Januar 1995 für die SPÖ Abgeordnete zum Europäischen Parlament wurde. Sie blieb es knapp zwei Jahre, bis November 1996. Im EU-Parlament saß sie im Ausschuss für soziale Angelegenheiten und Beschäftigung und gehörte der Delegation für die Beziehungen zu Bulgarien und Rumänien an.

## Auszeichnungen
- 1995: Großes Silbernes Ehrenzeichen für Verdienste um die Republik Österreich[1]